# Anne Imhof
Anne Imhof (Giessen, 1978) es una artista plástica alemana. Su obra, orientada a la performance, integra también el dibujo, la pintura, la música y la instalación. En 2017 recibió el León de Oro al mejor pabellón de la Bienal de Venecia.

## Datos biográficos y obra
Anne Imhof creció en Petersberg (Hesse) en el distrito de Fulda. Asistió a la Escuela Johannes-Hack en Petersberg, al Colegio Católico Marienschule de Fulda y luego a la Escuela Secundaria Privada Católica Marianum, de tradición marianista. Allí obtuvo el bachillerato en 1997. Fue durante las clases de dibujo en el Prior Park College en Bath donde desarrolló interés por el arte.
De 2000 a 2003 estudió comunicación visual con Heiner Blum en la Universidad de Arte y Diseño Hochschule für Gestaltung (HfG) en Offenbach del Meno. Para el Festival de Jóvenes Talentos, en la Feria de arte contemporáneo de Offenbach de 2003, presentó Private Butterflies, película realizada en colaboración con la fotógrafa Nadine Fraczkowski, con quien Anne Imhof continúa trabajando.
En 2008 se matriculó en la Städelschule de Fráncfort del Meno y en 2012, su memoria de fin de estudios, bajo la supervisión de Judith Hopf, se vio recompensada con un premio a la excelencia. El galardón le fue entregado en el Museo de Arte Moderno de Fráncfort del Meno, donde además fue invitada a mostrar su trabajo. School of Seven Bells – 1st of at least four es una actuación de 40 minutos que incluye una pieza musical y una canción interpretada por 14 personas siguiendo movimientos coreografiados e improvisados.
En 2013, en la sala de exposiciones Portikus de Fráncfort, presenta su primera exposición personal, en la que se muestran tres performances: School of Seven Bells, Ähjeii y Aqua Leo. Las performances están realizadas por nueve mujeres y dos burros. La puesta en escena se compone sobre todo de proyecciones de vídeo sobre dos pantallas y de un dibujo de grandes dimensiones que hace las veces de techo colgante.
En 2013/2014, gracias a una beca cultural del estado de Hesse, obtuvo un taller y alojamiento en París.
En 2015, Anne Imhof ha recibido el premio de la Nationalgalerie für junge Kunst por su performance Rage. Este trabajo fue expuesto en la Estación de Hamburgo de Berlín de septiembre de 2015 a enero de 2016. La obra Deal se expuso en 2015 en el MoMA PS1. Previamente, la performance Beautiful Balance se exhibió en varias ocasiones a partir de 2012.
En 2016, Anne Imhof realiza el ciclo en tres actos Angst. Angst I se expuso en junio de 2016 en la Kunsthalle de Basilea; Angst II, en septiembre de 2016 en la Estación de Hamburgo de Berlín, y la última entrega, Angst lll, fue desvelada el 19 de octubre de 2016 en el marco de la Bienal de Montreal. La instalación relativa a esta performance fue expuesta más tarde, hasta enero de 2017, en el Museo de arte contemporáneo de Montreal. Este tríptico se presenta como una ópera en tres actos, compuestos de música y textos, pero también de elementos esculturales, de actores, de halcones y de drones. A modo de obertura del ciclo Angst, hubo varios días de performance y una exposición, que tuvieron lugar, en la primavera de 2016, en la Galería Buchholz, de Colonia.
En 2017, Anne Imhof fue invitada por la comisaria de exposiciones Susanne Pfeffer a proponer una obra para el pabellón alemán de la Bienal de Venecia. Su performance Faust recibió el León de Oro al mejor pabellón nacional.
Desde abril de 2021 Imhof presenta una exposición de pintura, música, performance e instalaciones en todos los espacios del Palais de Tokyo, con el título Natures mortes. Tiene carta blanca del museo, gracias a la cual pretende mostrar la amplitud y naturaleza proteica de su carrera artística.
Anne Imhof vive y trabaja en Fráncfort.

## Obras en museos
- Aus der Pranke des Löwen, 2012, instalación. Museo de arte moderno de Fráncfort del Meno, número de inventario 2013/71
- Der innere Kreis wurde der äußere Kreis, 2012. Grabado y pintura acrílica sobre aluminio Dibon. Museo de arte moderno de Fráncfort del Meno, número de inventario 2013/73

## Exposiciones

### Exposiciones personales
- 2021: Natures mortes, Palais de Tokyo, París

- 2017: Bienal de Venecia, comisaria Susanne Pfeffer
- 2016: Angst I, Kunsthalle de Basilea ; Angst II,  Hamburger Bahnhof – Museum für Gegenwart, Berlín; Angst III, Bienal de Montreal-MAC[15]
- 2016: Overtura, Galería Buchholz, Colonia
- 2015: Deal, MoMa PS1, Nueva York
- 2014: Anne Imhof: Rage III, Sotsb, Foster-Variation, Carré d' Art, de Nîmes (performance)
- 2013: Anne Imhof - Sotsb Njyy - Nueva Jersey, Basilea
- 2013: Portikus, Fráncfort del Meno[16]
- 2012: Beautiful Balance, Kunsthalle de Berna (performance)
- 2011: 1st of at least four, Mousonturm, Fráncfort del Meno

### Exposiciones colectivas
- 2015: Premio de la Galería Nacional, en la estación de Hamburgo, Berlín
- 2015: New Francfort International, Frankfurter Kunstverein de Fráncfort
- 2014: Boom She Boom, obras de la Colección del MMK (Museo de Arte Moderno), Fráncfort del Meno
- 2012: Zauderberg. Absolventen der Städelschule 2012, Museo de Arte Moderno de Fráncfort del Meno

## Grabaciones sonoras
- Brand New Gods, en 2016, vinilo, 12”, galería Buchholz, Colonia

## Premios
- 2017: Absolut Art Award, Estocolmo
- 2017: Leo de Oro de la Bienal de Venecia
- 2015: Premio de la Nationalgalerie
- 2013: Beca de taller de la Fundación Regional de Hesse[17]
- 2012: Absolventenpreis de la Städelschule Portikus.[18]
- 2012: ZAC (Zonta Art Contemporary)[19]